# Arcade Bioscoop

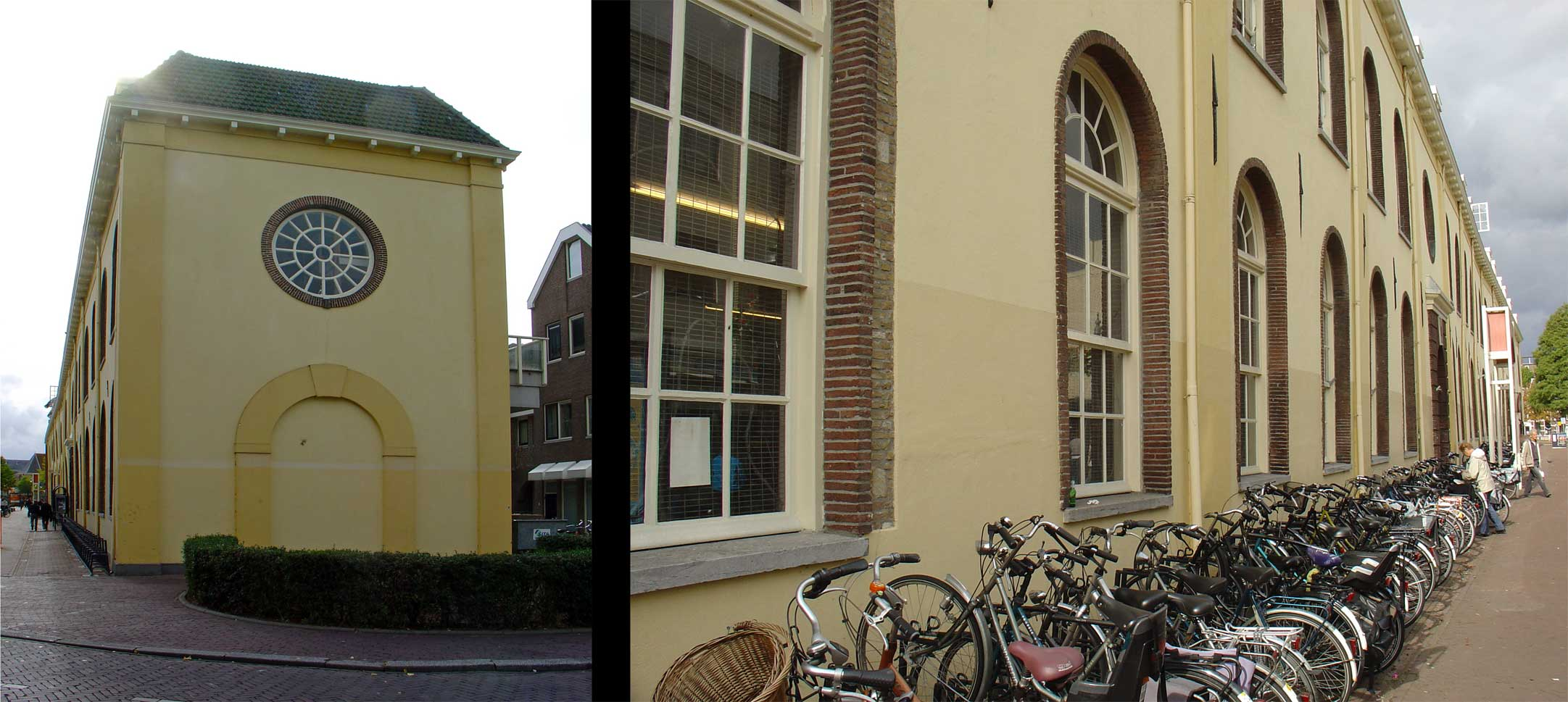
Het Maria Magdalenaconvent, het pand waarin o.a. de Arcade Bioscoop is gevestigd

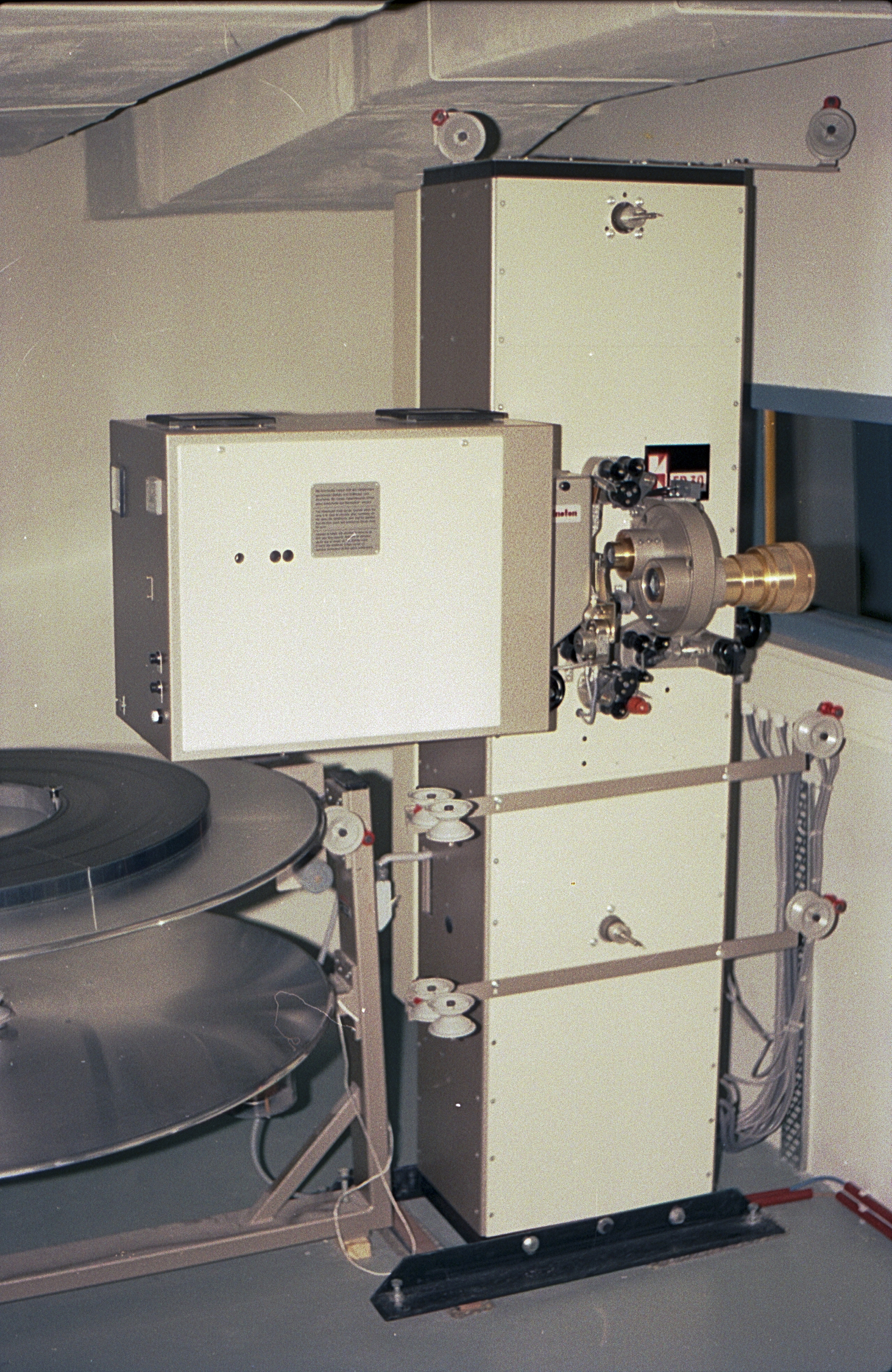
Projectiekamer van de Arcade Bioscoop in Goudamet een Kinoton FP-30 filmprojector

De Arcade Bioscoop was een bioscoop in de Nederlandse stad Gouda. Met 360 stoelen, verdeeld over 3 zalen was het tot de opening van de nieuw gebouwde Cinema Gouda aan de Burgemeester Jamessingel de grootste bioscoop van de stad. De bioscoop werd geëxploiteerd door de Stichting Beheer Schouwburgcomplex Gouda, dat ook de exploitatie van de Goudse Schouwburg voor haar rekening neemt.
De bioscoop was gevestigd in het Maria Magdalenaconvent, een historisch gebouw in de binnenstad van Gouda dat achtereenvolgens in gebruik is geweest als klooster, pesthuis, kazerne en restaurant voor de naastgelegen veemarkt. In 1987 werd de Arcade Bioscoop opgericht, en vestigde zich in dit gebouw dat leeg kwam te staan door het verdwijnen van de veemarkt. Nadat bekend werd dat Arcade dit pand zou gaan verlaten heeft Filmhuis Gouda aangegeven belangstelling te hebben om zich in dit pand te vestigen.

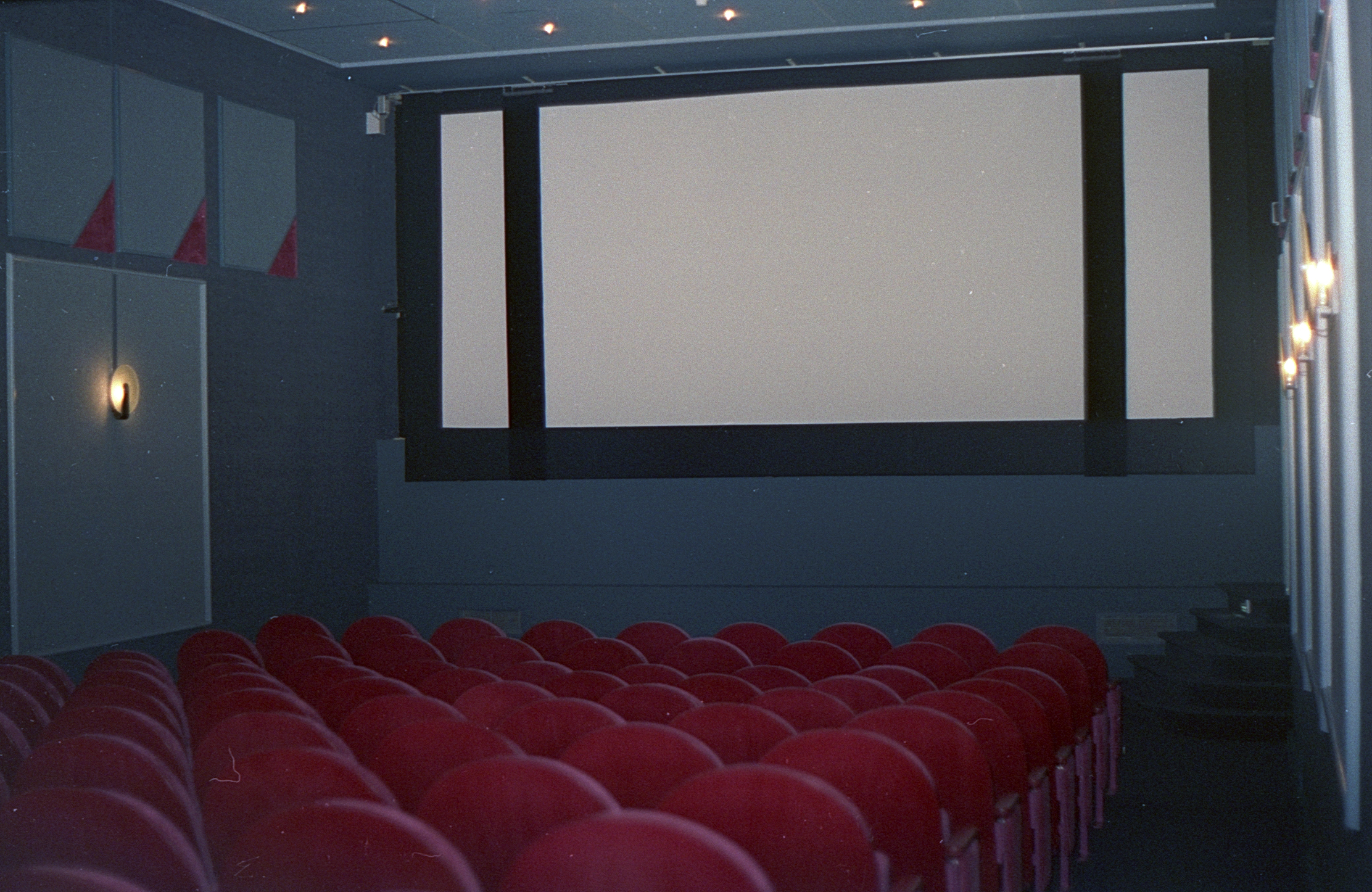
Bioscoopzaal in de Arcade Bioscoop, Gouda, Nederland (1988-1990)

## Nieuwbouw
Omdat het gebouw aan de Agnietenstraat niet meer voldeed aan de eisen die tegenwoordig aan een bioscoop worden gesteld en er geen uitbreidingsmogelijkheden ter plaatse zijn, heeft Arcade een nieuwe bioscoop laten bouwen in de Spoorzone. De bouw van de nieuwe bioscoop is 31 mei 2012 begonnen. Eind 2014 zijn de eerste bezoekers ontvangen in de nieuwe bioscoop. De nieuwe bioscoop heeft zes zalen die plaats bieden aan 837 bezoekers. De grootste zaal heeft een capaciteit voor een publiek van 230 mensen. In het gebouw, dat gelegen is naast station Gouda zitten tevens winkels, die zullen worden afgenomen door de Nederlandse Spoorwegen. De naam van de nieuwe bioscoop is Cinema Gouda.

## Fotogalerij

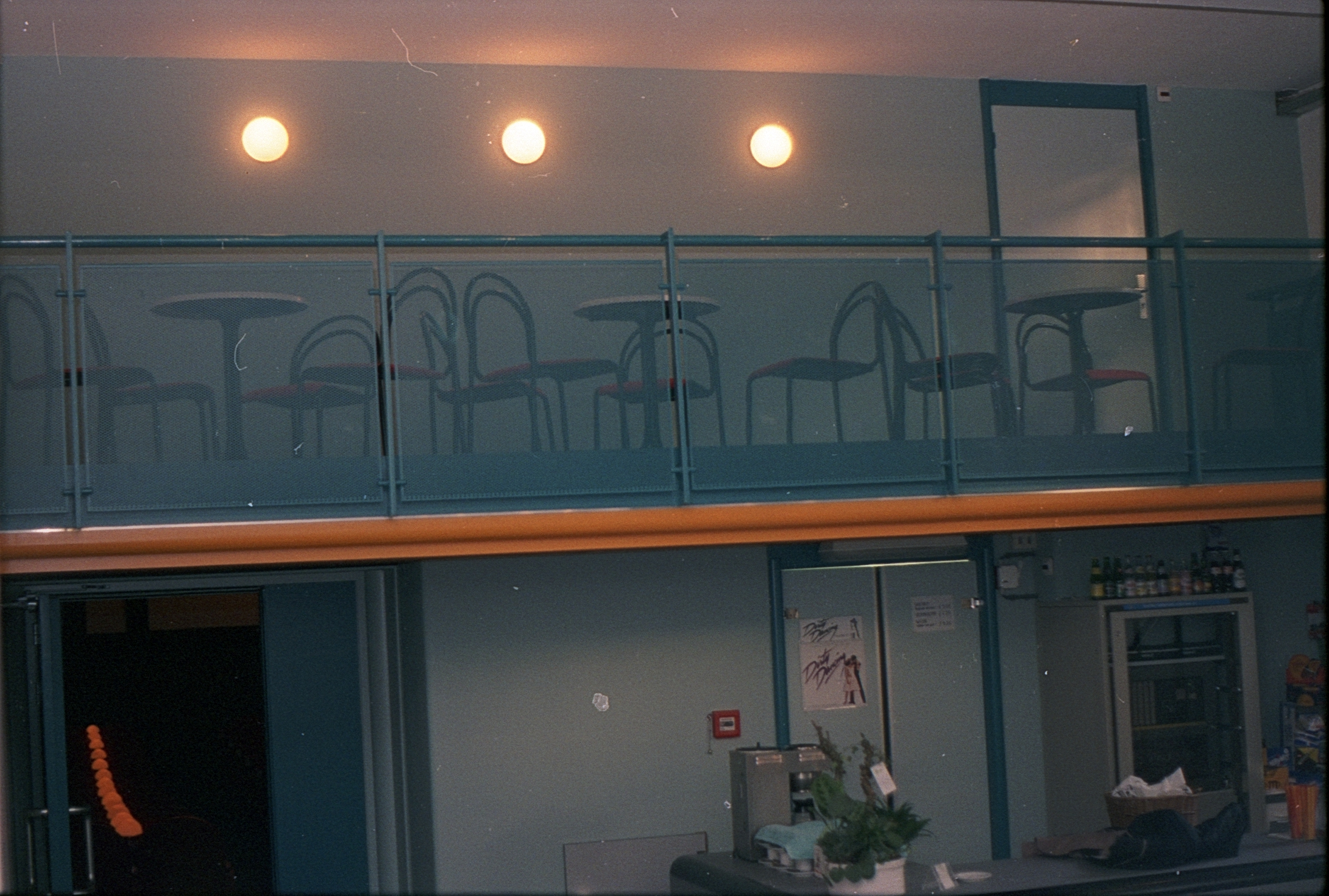
Foyer van de Arcade Bioscoop.
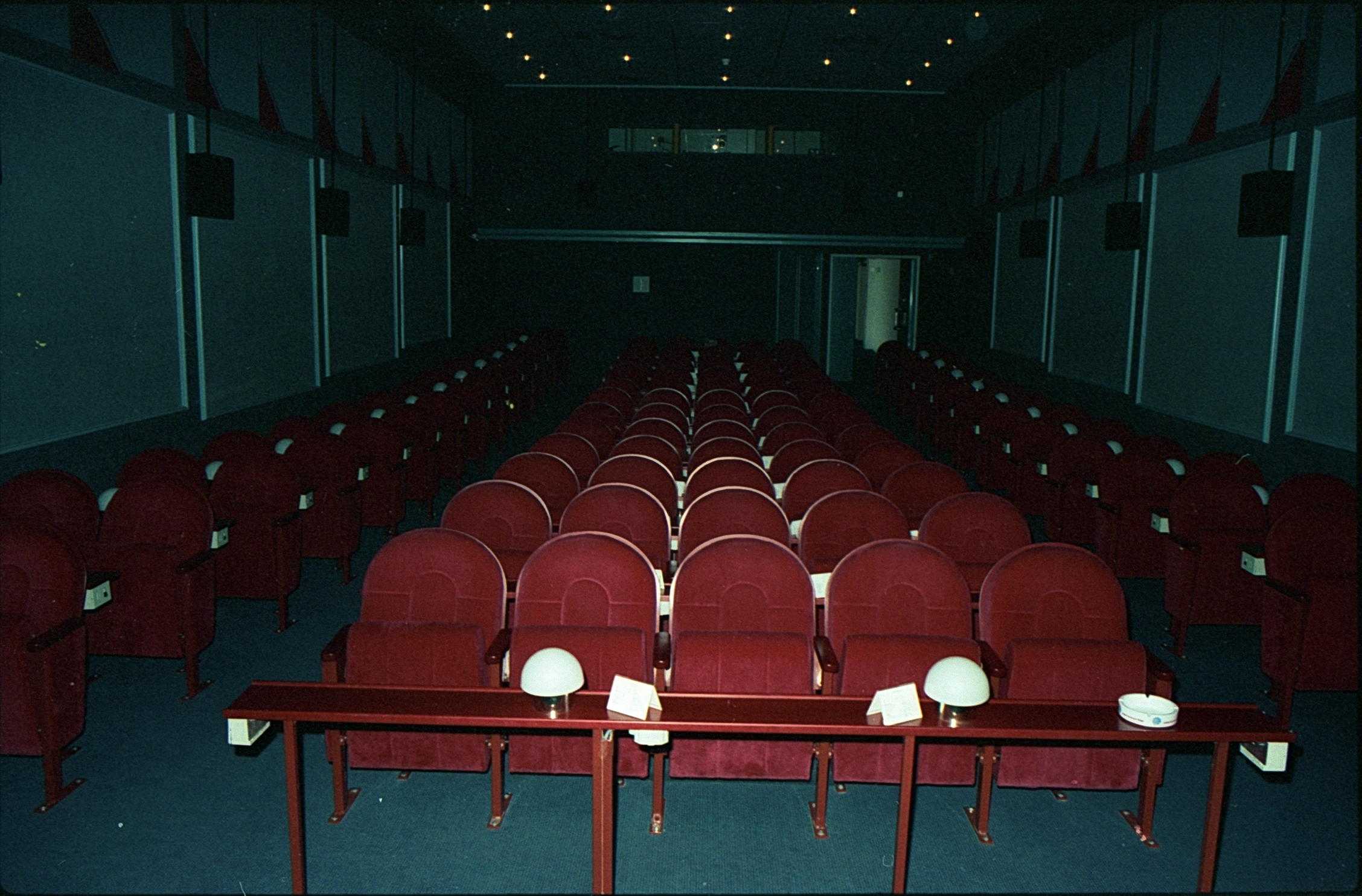
Bioscoopzaal in de Arcade Bioscoop met tafeltjes voor service (1988-1990).
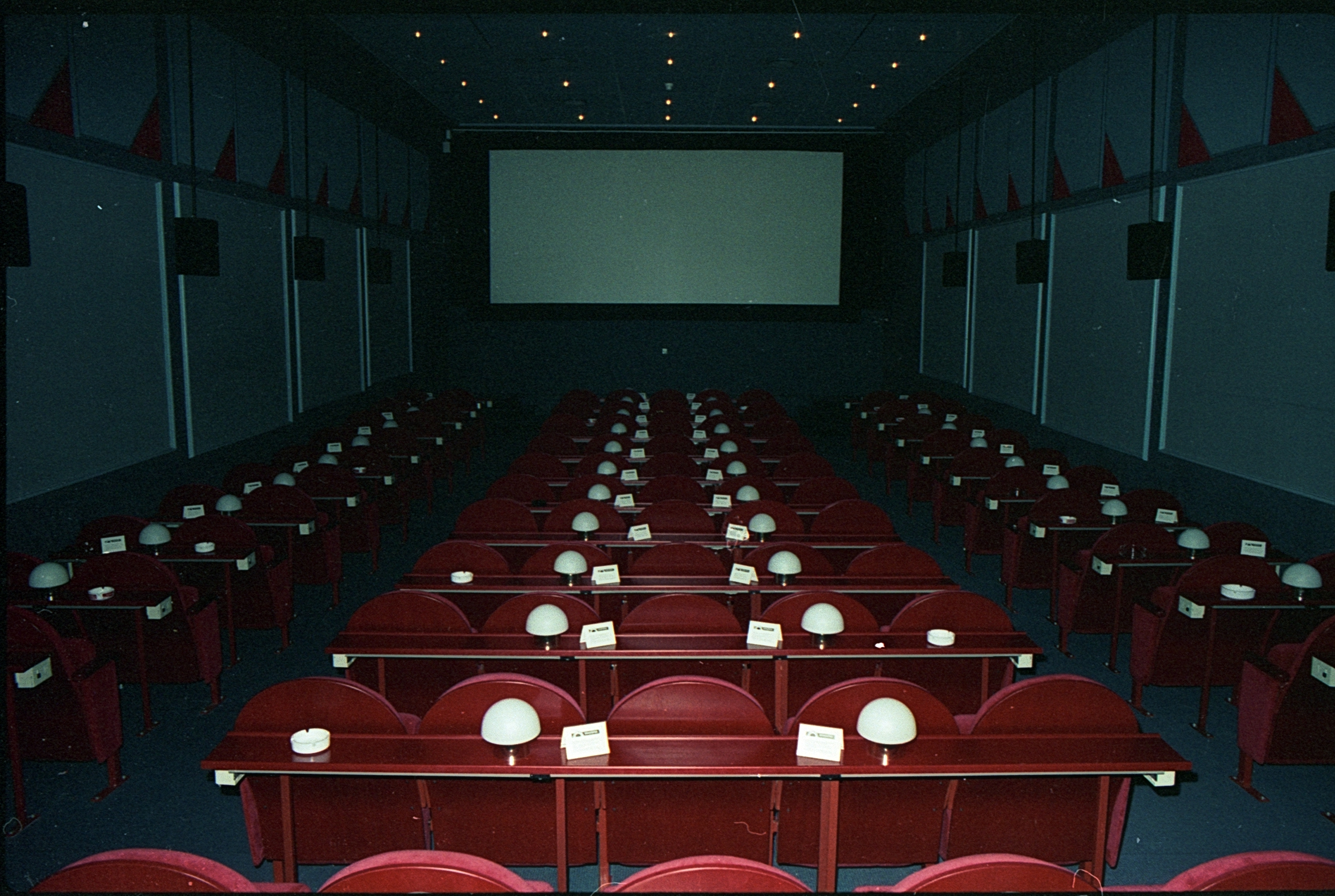
Bioscoopzaal in de Arcade Bioscoop met tafels en lampen voor in-theater dineren (1988-1990).
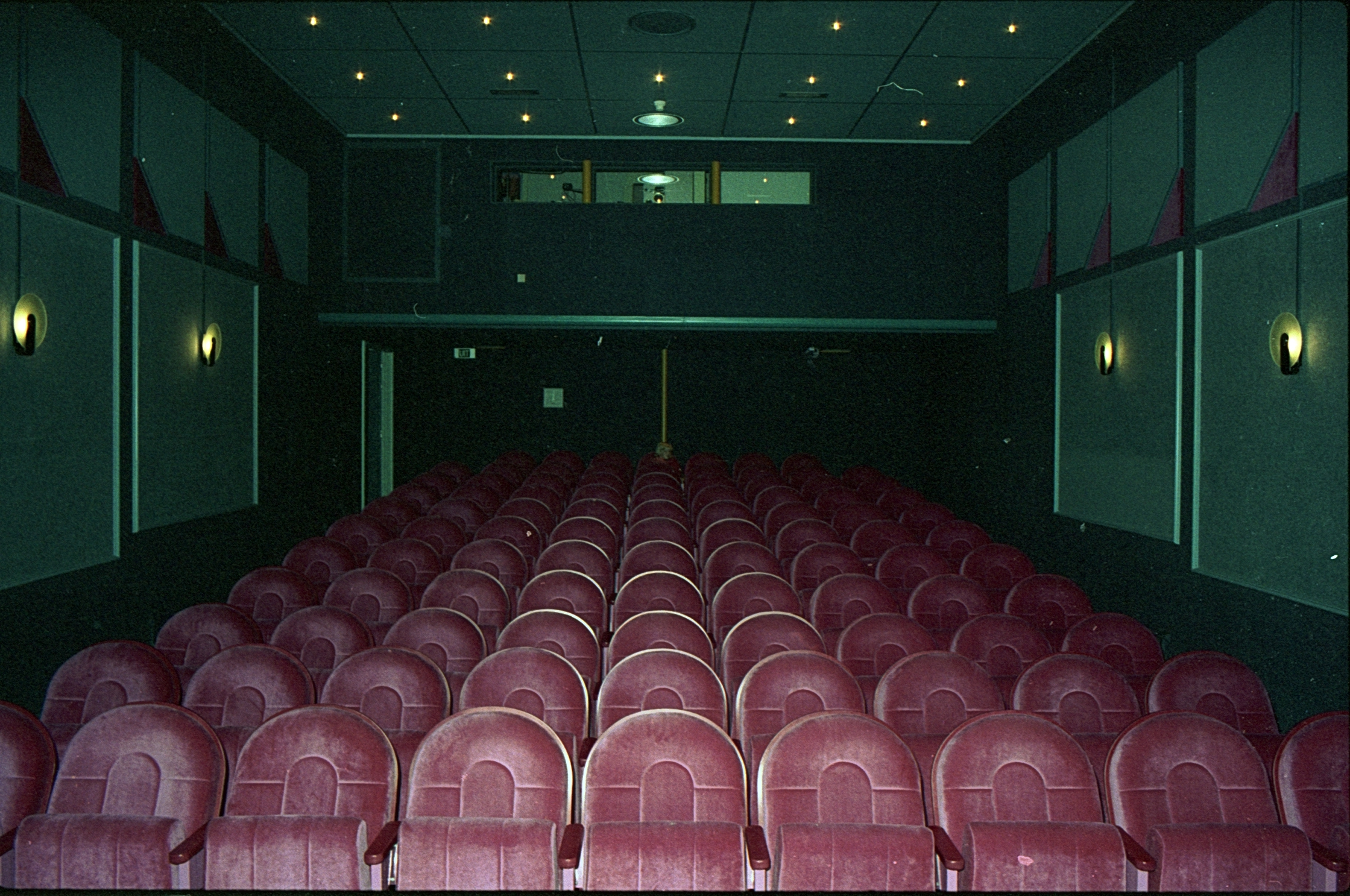
Bioscoopzaal in de Arcade Bioscoop met rode stoelen (1988-1990).
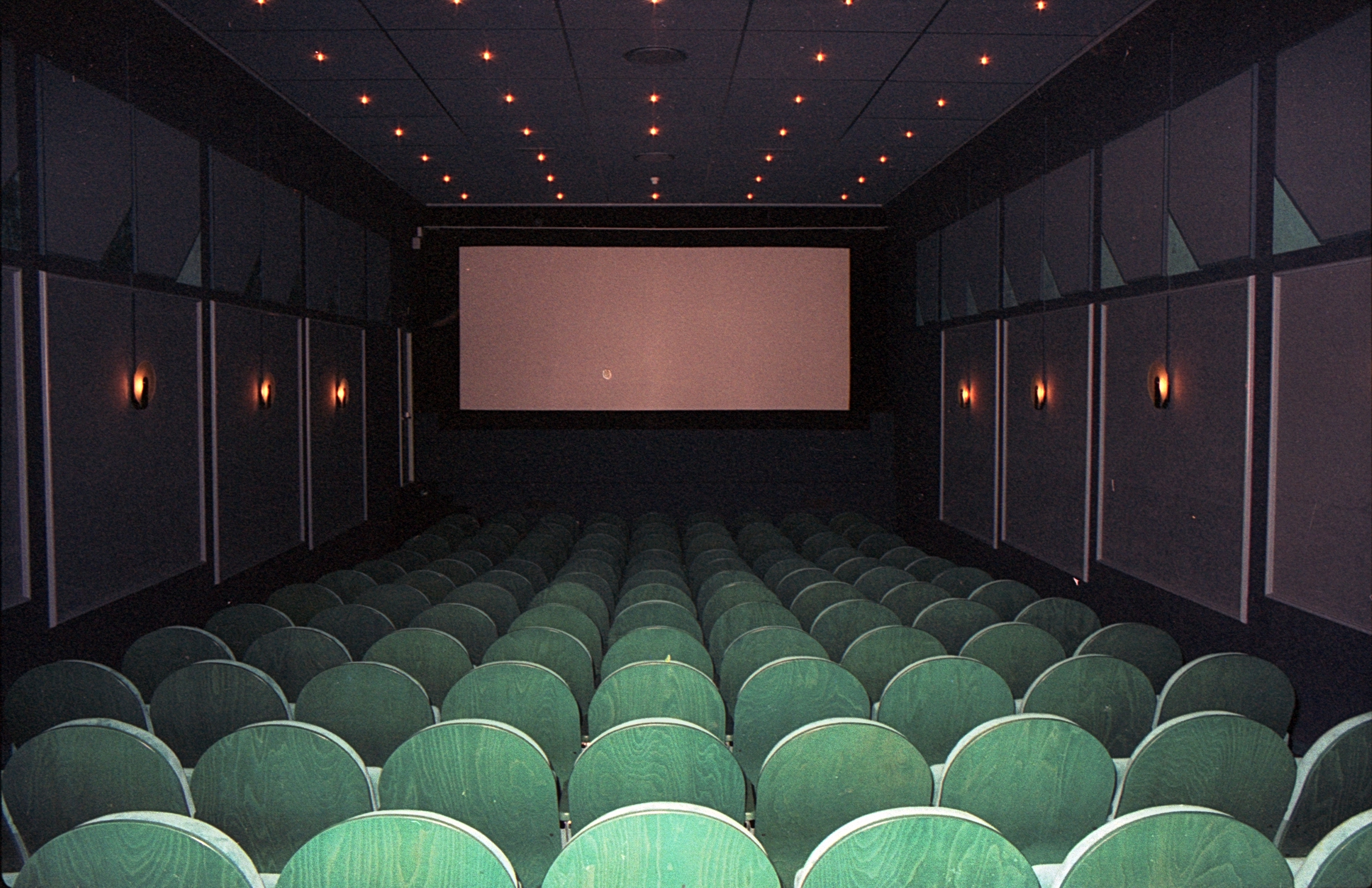
Bioscoopzaal in de Arcade Bioscoop met groene stoelen (1988-1990).
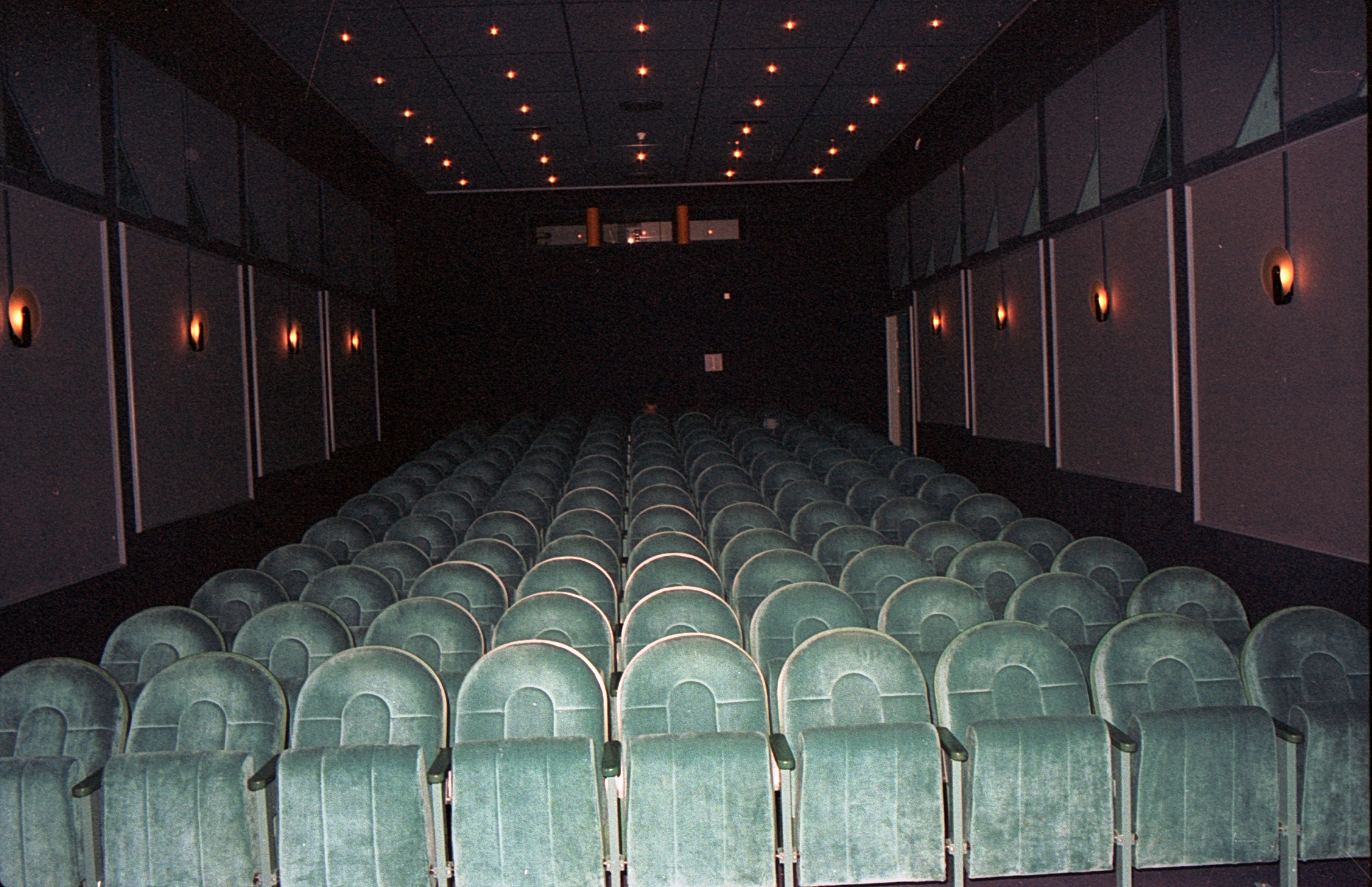
Bioscoopzaal in de Arcade Bioscoop met groene stoelen (1988-1990).
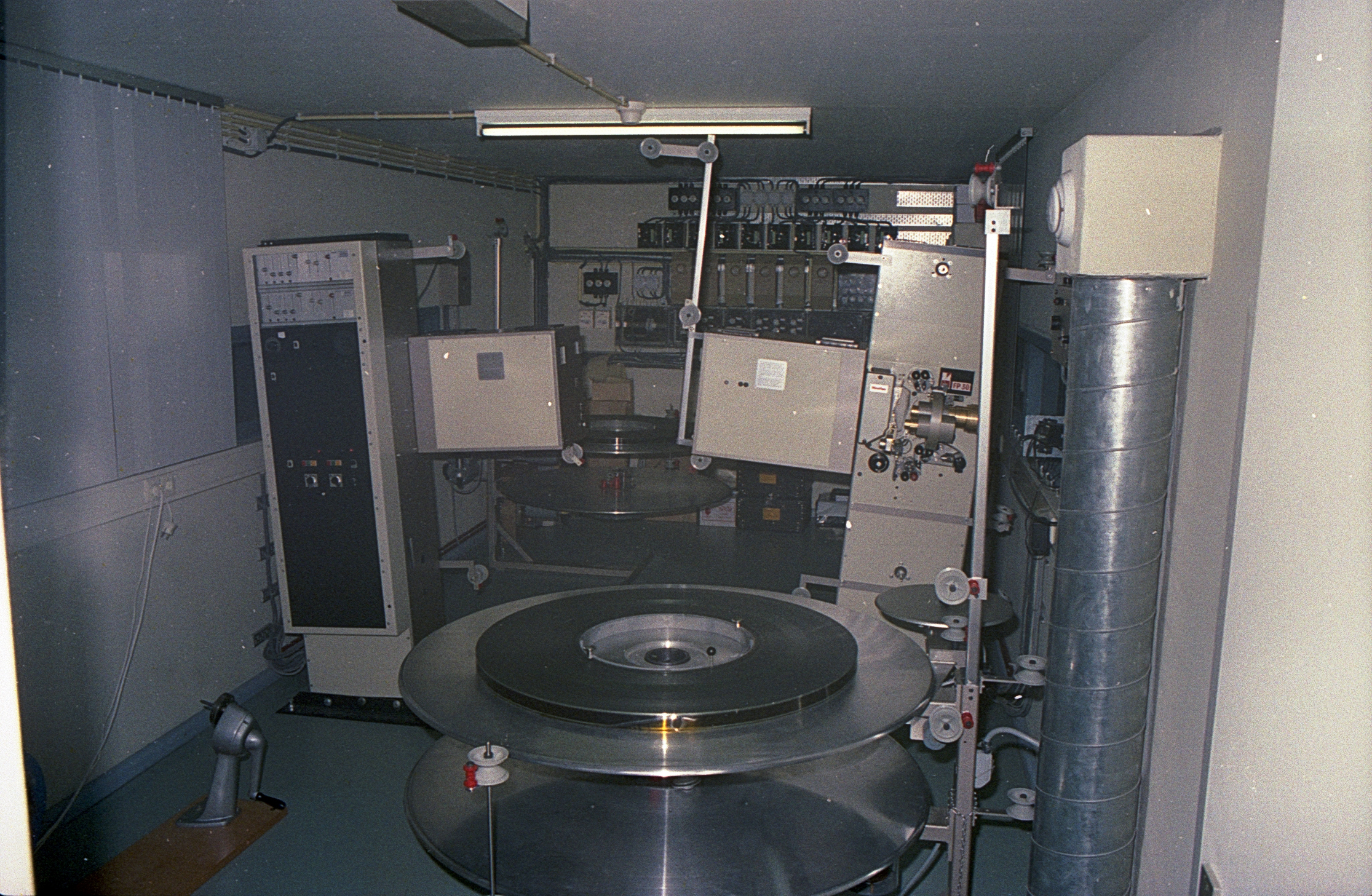
Projectieruimte van de Arcade Bioscoop met Kinoton FP-30 projectoren (1988-1990).

De bioscoop werd opgericht in 1987 en sloot in 2014.